# Luis Rodríguez Seoane

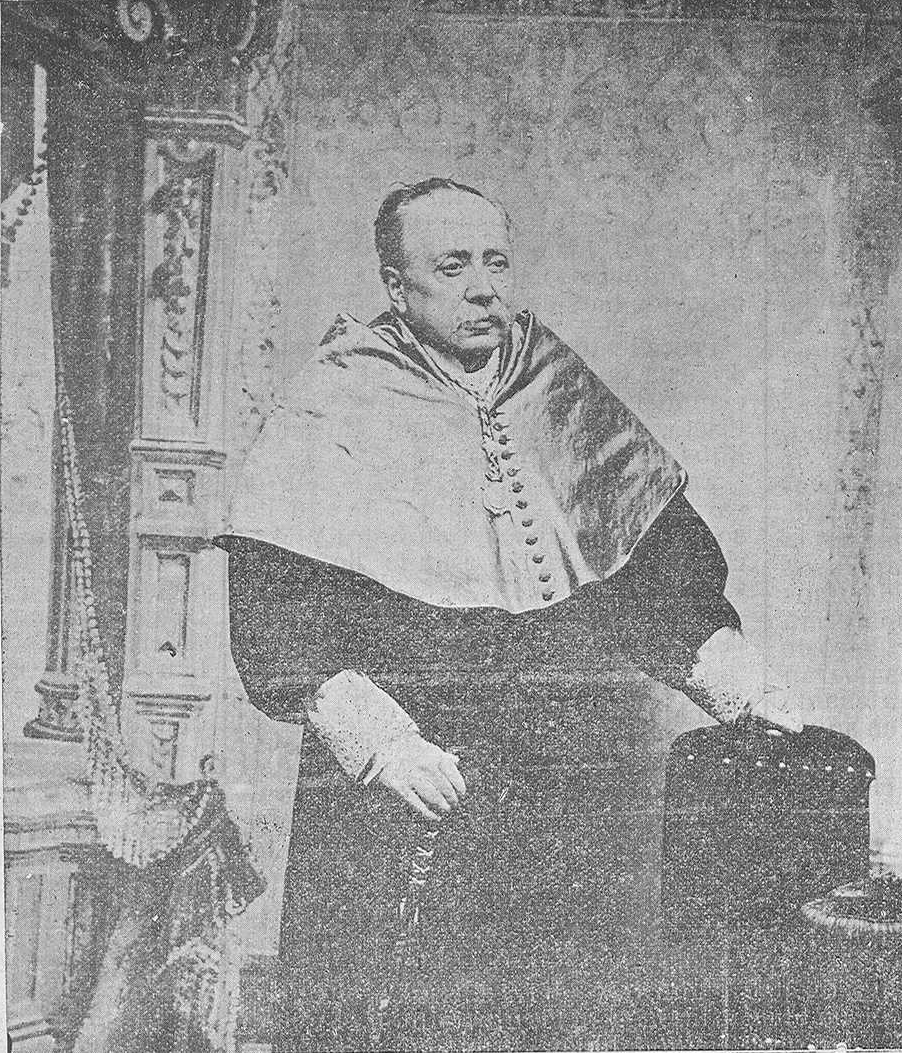
Retrato de Rodríguez Seoane.

Luis Rodríguez Seoane (Pontevedra, 5 de abril de 1836-Santiago de Compostela, 12 de agosto de 1902) fue un médico, político y académico español, diputado y senador en las Cortes de la Restauración.

## Biografía
Nació en la ciudad gallega de Pontevedra el 5 de abril de 1836. Doctor en Medicina, fue catedrático de Terapéutica  de la Universidad de Santiago e individuo correspondiente de la Real Academia de Medicina de Madrid. Tras la revolución de septiembre, fue nombrado individuo de la Junta Popular en Pontevedra y más tarde diputado provincial.  Fue diputado a Cortes en varias legislaturas y jefe superior de Administración, además de gobernador civil de Cáceres y Oviedo, en esta última nombrado en 1888. También fue varias veces senador.
Autor de numerosas obras de medicina y de carácter literario, fue también director, redactor o colaborador de publicaciones periódicas como El País de Pontevedra (1857), El Ferrocarril Gallego (1861), El Buscapié (1865-1868), La Reforma (1870-1871), La Iberia, La Prensa, El Siglo Médico de Madrid, La Mañana, La Ilustración Gallega y Asturiana, El Eco de Galicia, La Revista de Galicia o La Correspondencia Gallega, entre otras. Álvarez de la Braña le dedicó un estudio biográfico. Falleció el 12 de agosto de 1902 en Santiago de Compostela.